# Juncus debilis
Juncus debilis är en tågväxtart som beskrevs av Asa Gray. Juncus debilis ingår i släktet tåg, och familjen tågväxter. Inga underarter finns listade i Catalogue of Life.